# Hans Renner (Skispringer)
Hans Renner (* 9. August 1919 in Bärringen, Tschechoslowakei; † 10. Juli 1970) war ein deutscher Skispringer und Skisprungtrainer.
Nach einer kurzen aktiven Karriere war Renner zwischen 1954 und 1970 Trainer der DDR-Skispringer, unter anderem von Helmut Recknagel, den er 1960 zum Olympiasieg führte. Außerdem legte er durch die Erfindung der Kunststoffmatte den Grundstein für das heutige Sommerskispringen.

## Herkunft
Der Vater von Hans Renner und seinem Bruder Ernst war Walter Renner, ein Schneidermeister in Bärringen. Walter Renner und seine Ehefrau waren bis zu ihrer Vertreibung im Juni 1945 dort wohnhaft. Hans gelangte nach Krieg und Kriegsgefangenschaft in die damalige DDR, sein Bruder in die BRD.

## Werdegang
Renner wurde im Alter von 18 Jahren Mitglied der deutschen Skisprungnationalmannschaft, konnte den Sport jedoch nur kurz aktiv ausüben, weil er während des Zweiten Weltkriegs als Offizier der Wehrmacht an der Ostfront eingesetzt wurde. Nach dem Krieg geriet Renner in sowjetische Kriegsgefangenschaft und kam für fünf Jahre in ein Gefangenenlager nach Sibirien, ehe er sich Anfang der 1950er-Jahre als „Spät-Heimkehrer“ im thüringischen Zella-Mehlis niederließ, wo er zunächst seine aktive Karriere fortsetzte und unter anderem an den DDR-Meisterschaften teilnahm. Schon zu dieser Zeit, seit 1951, bekleidete er das Amt des Kommissionsvorsitzenden im Präsidium des Deutschen Skiläufer-Verbandes der DDR.
Zum Winter 1953/54 beendete Renner seine Laufbahn endgültig und wurde Skisprungtrainer beim SC Motor Zella-Mehlis. Zugleich übernahm er die Leitung über das DDR-Skisprung-Nationalteam, das er zu den Nordischen Skiweltmeisterschaften 1954 in Falun führte, an denen zum ersten Mal ostdeutsche Sportler beteiligt waren. Die Weltmeisterschaften verliefen erfolglos: Bester DDR-Skispringer wurde Franz Renner, der den 50. Rang unter 69 Teilnehmern belegte. Noch schlechter schnitten Werner Lesser und Harry Glaß ab, die sich auf den Positionen 53 und 64 klassierten.
Nach der missglückten Weltmeisterschaft setzte sich Renner das Ziel, die von ihm betreuten Athleten konkurrenzfähig zu machen. Den Weg dahin sah er in einem besonders harten Training, das seiner Auffassung nach bereits im Sommer beginnen müsse. Bereits in den 1920er-Jahren hatte es Versuche gegeben, Skispringen im Sommer auf mit Stroh und Tannennadeln belegten Schanzen durchzuführen. Diese hatten sich jedoch nie durchgesetzt. Renner besuchte die Leipziger Messe, um neue Anregungen zu bekommen, und stieß dort auf den Kunststoff Polyvinylchlorid (PVC). Durch Zufall – an einem Morgen hatte Tau die vor Renners Haustür stehenden PVC-Platten befeuchtet – fand der Trainer heraus, dass der Kunststoff die für eine Skisprungschanze notwendige Gleitfähigkeit besaß, wenn er befeuchtet war. Er setzte die Idee um und belegte mit den PVC-Matten eine kleine Schanze nahe Zella-Mehlis, auf der er seine Skispringer erste Sprünge absolvieren ließ, die er positiv einschätzte:

„Unsere Versuche mit unseren später bekannten Springern wie Harry Glaß, Werner Lesser und Helmut Recknagel bestätigten nicht nur die Zweckmäßigkeit dieser künstlichen Trainingsschanze, sondern auch die Richtigkeit der Trainingsvorbereitung auf Schnee-Ersatz.“

Das erste öffentliche Mattenskispringen fand am 20. November 1954 mit 15.000 Zuschauern auf der heutigen Jugendschanze in Oberhof statt. Hans Renner ließ seine Idee patentieren, die sich in den Folgejahren in vielen weiteren Ländern verbreitete, und verdiente bis zu seinem Tod an den Lizenzgebühren. Bis Mitte der 1970er-Jahre durften die Kunststoffmatten zudem nur in der DDR hergestellt werden und stellten für das Land einen „devisenträchtigen Exportschlager“ dar.

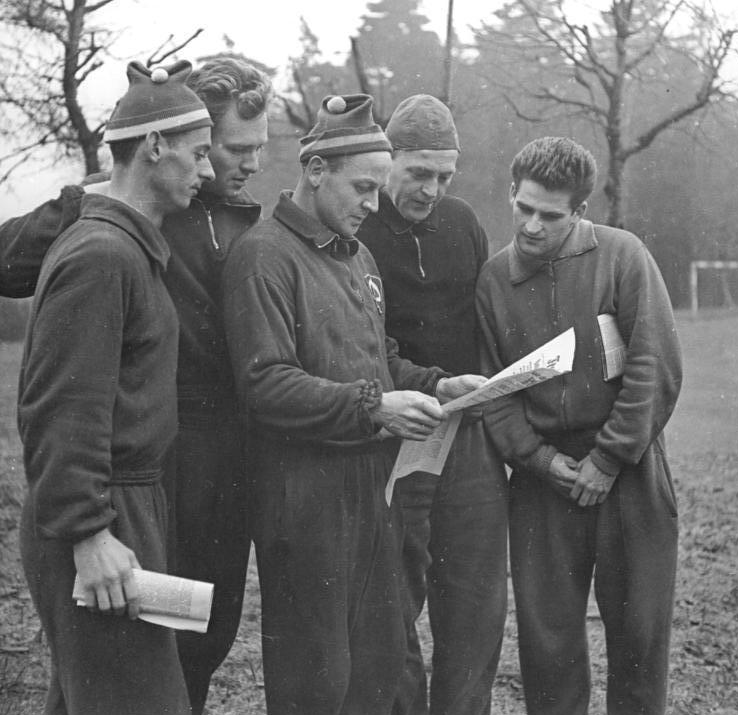
Harry Glaß, Manfred Brunner, Werner Lesser, Hans Renner und Helmut Recknagel (von links nach rechts)

Ab September 1955 bereitete Renner die ostdeutschen Skispringer – Glaß, Lesser und den Anfang 1954 von ihm angeworbenen Helmut Recknagel – auf das nächste Großereignis vor, die Olympischen Winterspiele 1956 in Cortina d’Ampezzo. Bei diesen schnitten die DDR-Athleten überaus erfolgreich ab: Glaß führte nach dem ersten Durchgang und gewann schließlich die Bronzemedaille; Werner Lesser belegte Rang acht. Einen wesentlichen Anteil an dieser Leistungssteigerung wurde Hans Renner zugeschrieben, der zum einen für die Sommertrainings, zum anderen aber auch für die Umstellung auf einen aerodynamischeren Sprungstil verantwortlich war. Nach den Olympischen Winterspielen blieb die DDR im Skispringen erfolgreich, insbesondere durch Helmut Recknagel, der 1957 als erster Deutscher am Holmenkollen triumphierte und drei Jahre später in Squaw Valley den Olympiasieg errang. Hans Renner blieb bis 1966 Trainer in Zella-Mehlis, ehe er das Amt des Verbandstrainers übernahm. Vier Jahre darauf verstarb er überraschend im Alter von 50 Jahren, kurz vor seinem 51. Geburtstag.
Renner erhielt zu Lebzeiten mehrere Ehrungen: 1958 zeichnete der DDR-Vizepräsident Walter Ulbricht ihn und seine Athleten Harry Glaß, Werner Lesser und Helmut Recknagel mit dem Vaterländischen Verdienstorden in Bronze aus und würdigte dabei Renners „bewährte erzieherische und sportwissenschaftliche Leitung“. Zwei Jahre später verlieh ihm der Verteidigungsminister Willi Stoph nach Recknagels Olympiasieg den Orden „Banner der Arbeit“. Im Jahr 1998 wurde die Schanzenanlage im Kanzlersgrund, die größte Skisprungschanze Ostdeutschlands, nach Hans Renner benannt.

## Verhältnis zu den Sportlern
In seiner Autobiographie Eine Frage der Haltung bezeichnet Helmut Recknagel seinen langjährigen Trainer als „harte[n] Hund“. Er sei von den Skispringern geduzt worden, dennoch hätten ihn alle respektiert. Als Beispiel führt der ehemalige Athlet Renners Verhalten während der Vierschanzentournee 1955/56 an, die gleichzeitig als Olympiaqualifikation galt. Dem 18-jährigen Recknagel misslang die Tournee und er reiste vorzeitig ab, woraufhin Renner im Deutschen Sportecho einen Kommentar mit dem Titel „Recknagel hat Angst vor großen Schanzen“ veröffentlichte. Als Feigling dargestellt zu werden, sei für Recknagel unerträglich gewesen, dennoch hätten die beiden später nie über den Vorfall gesprochen, da sie dazu nicht in der Lage gewesen seien.

## Privates
Nach seinem Tod im Juli 1970 hinterließ Hans Renner seine Ehefrau Gretel, seine Tochter Angelika (verheiratete Furch) und seinen Enkelsohn Nicki.